# Ананич, Юрий Степанович
Юрий Степанович Ана́нич (бел. Юрый Сцяпанавіч Ананіч; 23 ноября 1955 — 28 февраля 2015) — белорусский архитектор. Внёс вклад в формирование архитектурного облика современного Минска и других белорусских городов. Член Белорусского союза архитекторов.

## Биография
Родился в Минске, отец — машинист скорого поезда. В 1978 году закончил архитектурный факультет Белорусского государственного политехнического института (сейчас БНТУ) по специальности «градостроительство». После завершения учёбы на протяжении тридцати лет работал в РУП «Институт Белгоспроект». Некоторое время занимал должность главного архитектора в компании «Глобал Инвестментс». Позже участвовал в проектировании трех высотных зданий, которые российская компания «Итера» планировала построить в дополнение к жилому небоскребу «Парус» в рамках многофункционального комплекса «Бизнес-центр по ул. М.Танка». Трагически погиб на железнодорожной станции Птичь Минского района.

## Работы

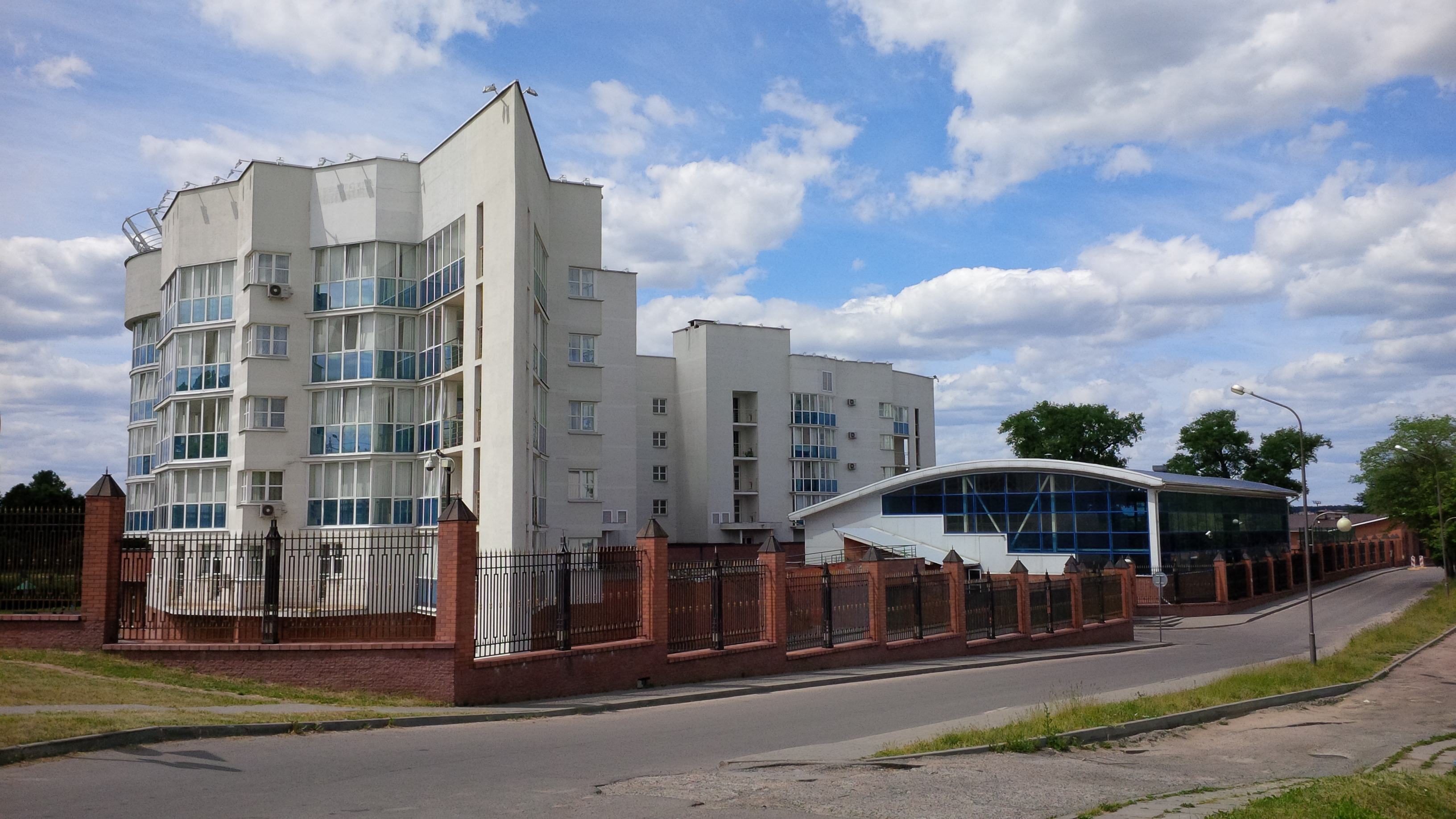
Жилой комплекс посольства Российской Федерации в Белоруссии по адресу ул. Орловская, 70 в г. Минске.

### Жилой комплекс посольства Российской федерации в Белоруссии
53°55′50″ с. ш. 27°31′52″ в. д.

Проект Юрия Ананича победил в открытом конкурсе, объявленном МИДом Российской Федерации. Строительство завершилось в 2007 году. Комплекс, включающий в себя четырёхэтажный жилой дом из трех секций и двухуровневую спортивную постройку, органично вписался в природный и архитектурный ландшафт. Так, спортивный зал, помимо основного предназначения, закрыл собой Седьмую городскую больницу и замкнул пространство двора. Крыша гаража-автостоянки служит внутренним двориком. Цокольный этаж-подиум выложен красным кирпичом, а округлые бело-голубые фасады разворачиваются в сторону Свислочи и улицы Орловской.

### Торговый центр с центром банковских услуг вМогилёве
53°52′08″ с. ш. 30°20′53″ в. д.

Разработка архитектурно-проектной документации объекта общей площадью 6500 м² шла параллельно со строительством. Юрий Ананич стремился удовлетворить как коммерческие интересы инвестора, так и требования городской администрации. Центром композиции стал банковский комплекс, точнее, его приподнятое центральное ядро с зенитным фонарем. Вокруг него выстроились универсальный торговый зал и более нагруженное архитектурными деталями помещение для торговли промышленными товарами. Козырьки у входов украшены синими алюминиевыми витражами. Пространство организовано удобно с точки зрения людей с ограниченными возможностями, вокруг здания оформлена зона отдыха.

### Галерея

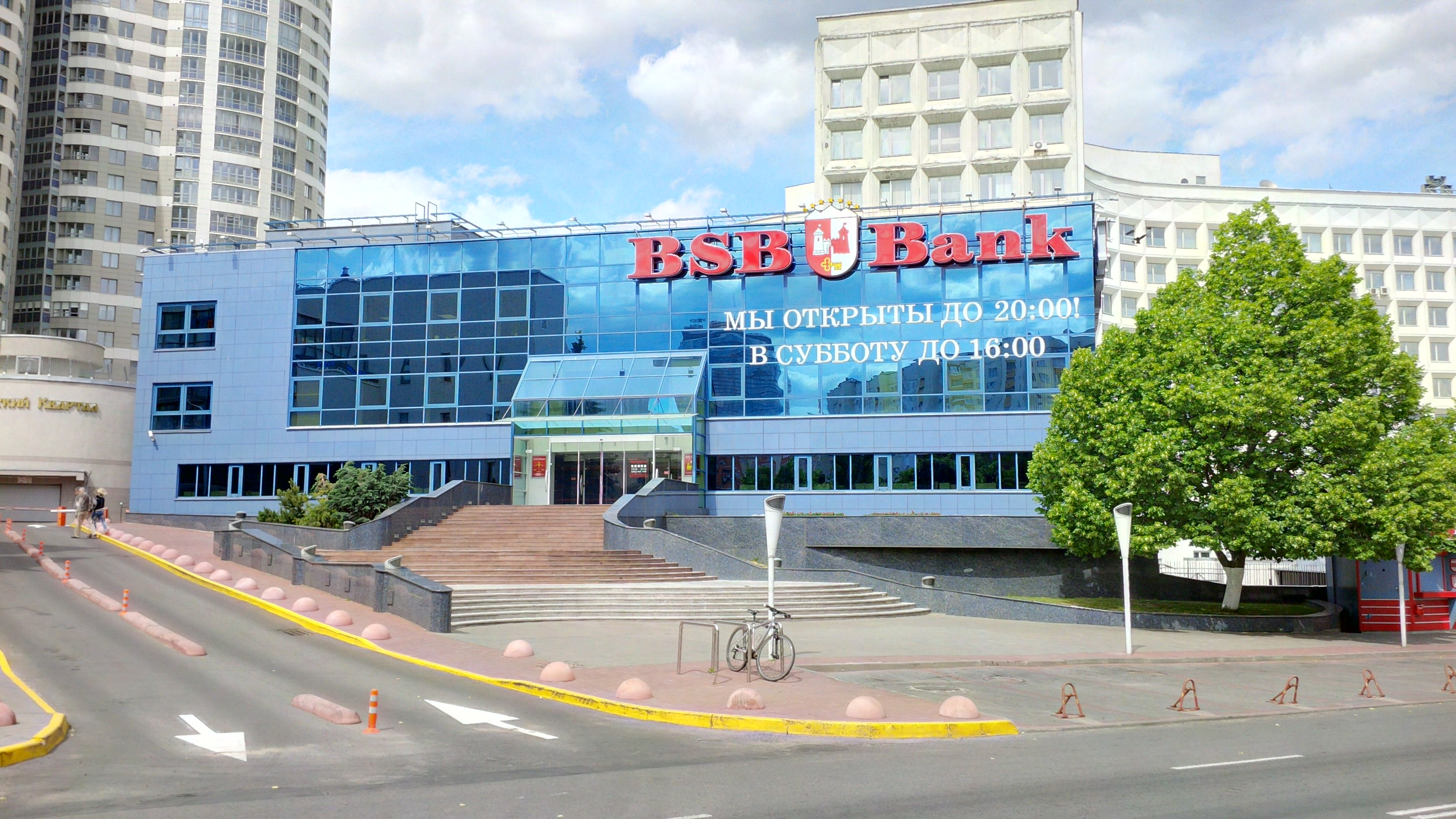
Головной офис БСБ Банк по улице Заславской в Минске (2004)
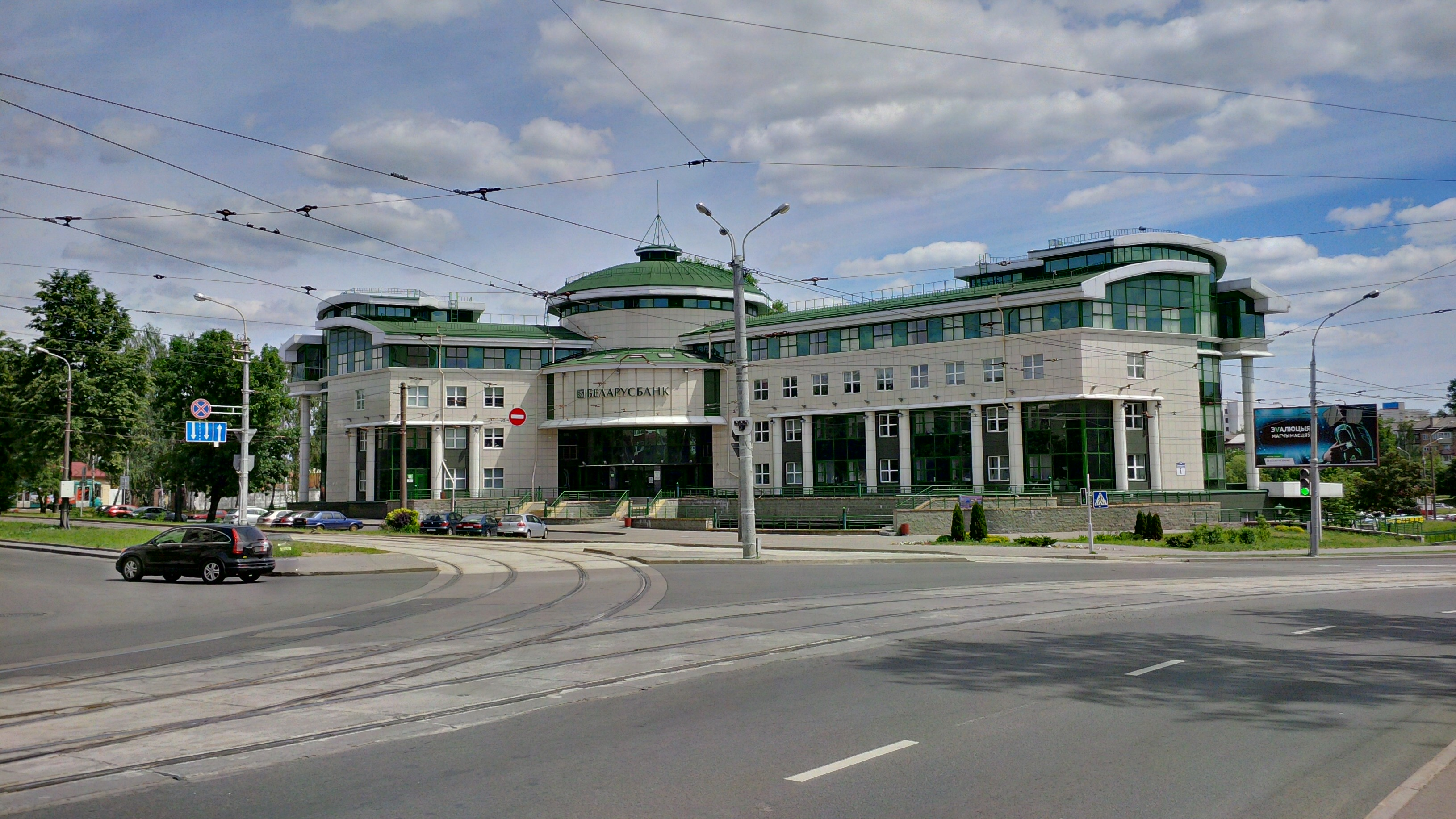
Здание филиала № 511 АСБ «Беларусбанк» на пересечении улицы Козлова, улицы Ботанической и переулка Козлова в Минске (2012)
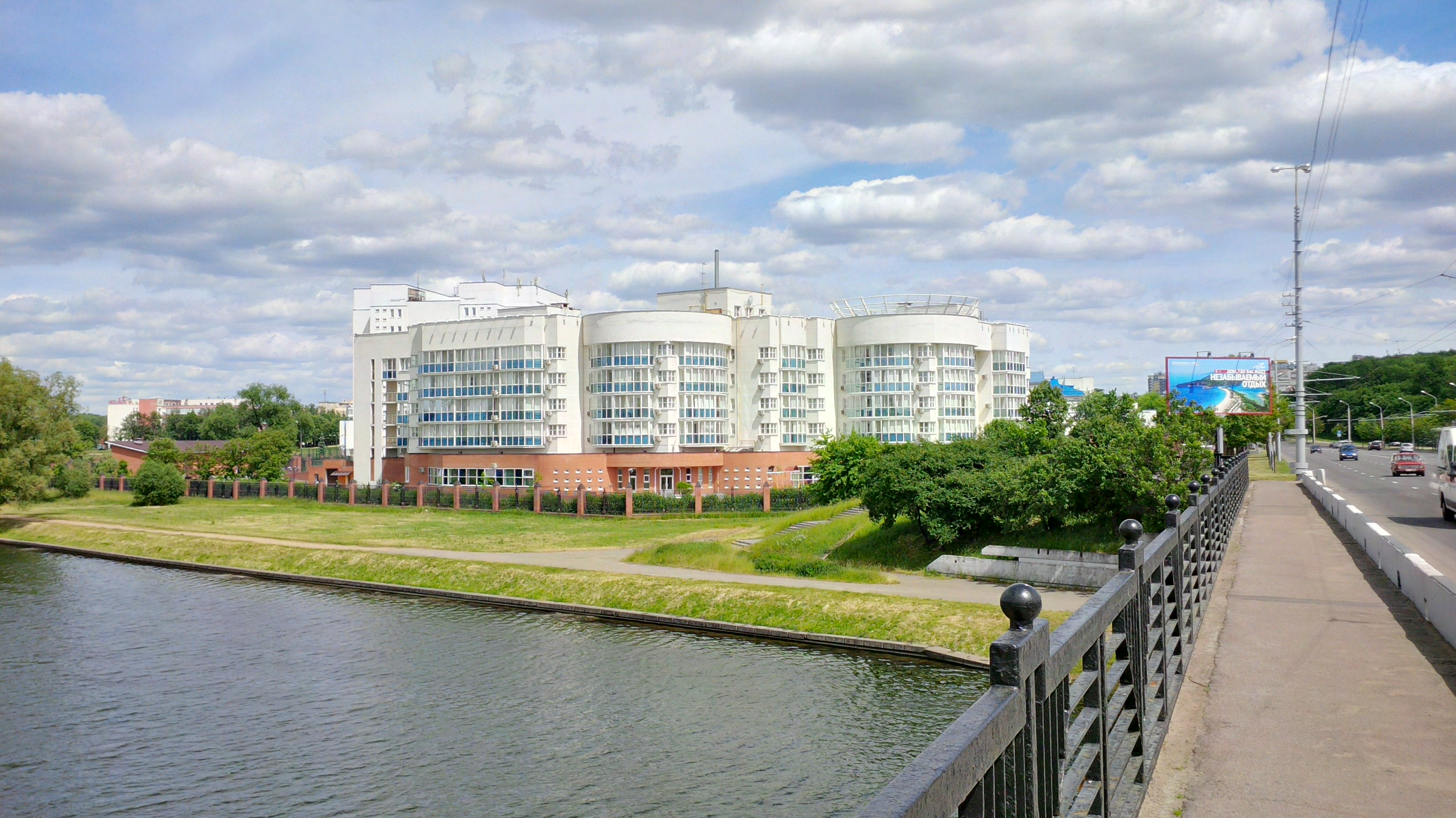
Жилой комплекс посольства Российской федерации в Белоруссии по улице Орловской в Минске (2007)
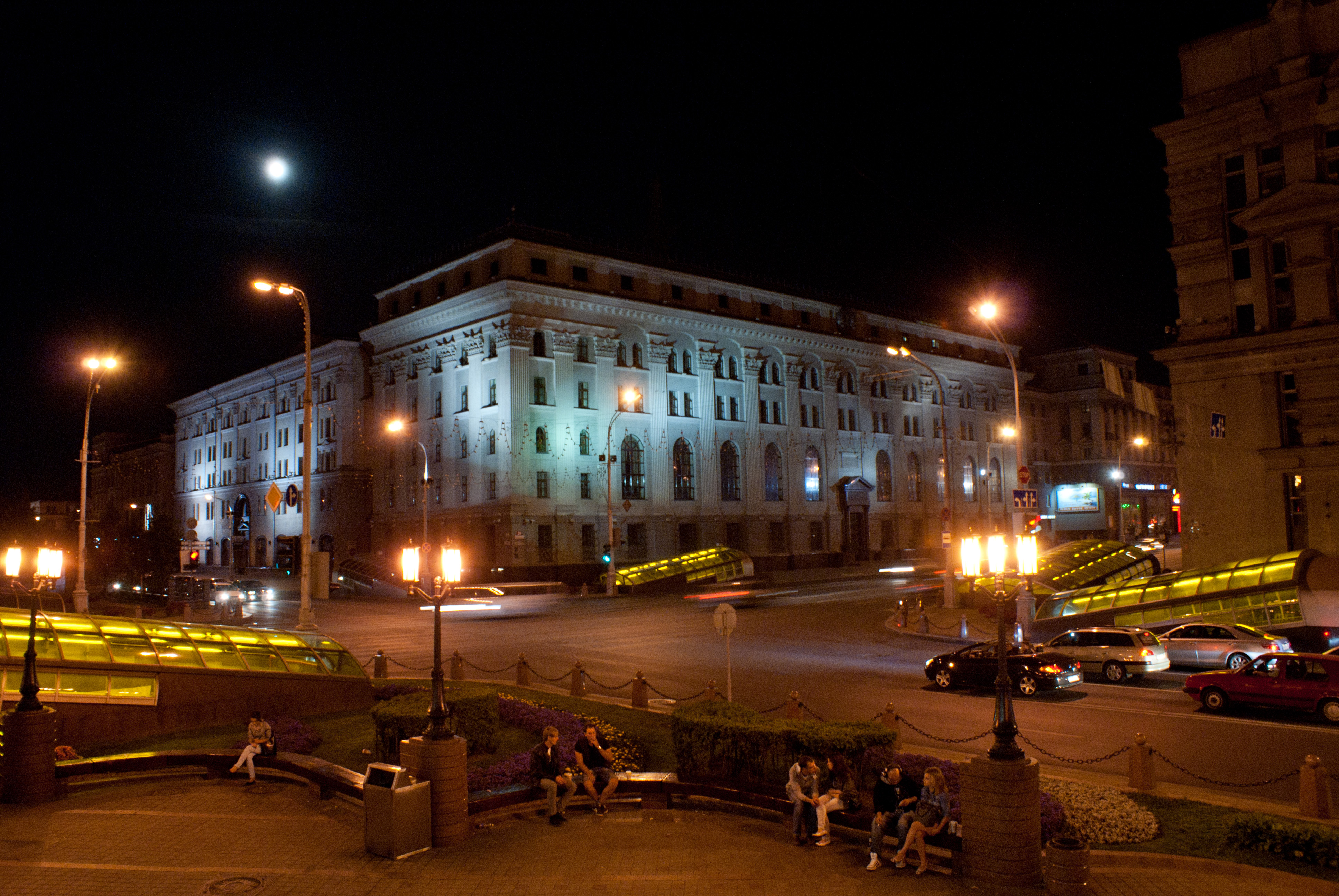
Реконструкция здания Национального банка Белоруссии (2002)

### Другие работы
- Реконструкция здания для размещения Отделения № 3 БЕЛВНЕШЭКОНОМБАНКА в г. Минске по ул. Серова, 4 (2000).
- Дворец культуры «СТРОИТЕЛЬ» в г. Сургут РФ (2002).
- Надстройка магазина над выходом со станции метро «МОСКОВСКАЯ» по проспекту Ф. Скорины в г. Минске (2005).
- Пристройка бассейна с ванной длиной 25 м на 4 дорожки в средней школе № 1 д. Нарышкино, Орловской области, РФ (2003).
- Здание Мотеля в г. Сертолово, Ленинградской области, РФ (2003).
- Индивидуальные усадебные жилые дома в г. Минске (три объекта построены в 2005—2007 гг.)

Одновременно был разработан и представлен к участию ряд следующих конкурсных проектных предложений:
- - Застройка территории, прилегающей к Национальной библиотеке РБ (2008).
  - Градостроительное решение Реконструкции центральной части г. Минска в пределах 1-го кольца (2005).
  - Конкурсное проектное предложение на застройку жилого района на 10 тысяч жителей на территории бывшего военного аэродрома в г. Пионерском, Калининградской области, РФ (2009).
  - Конкурсное проектное предложение на застройку общественно-жилого комплекса нефтяников «ГЫРАТ» в г. Ашхабад, Туркмения (2010).